# Bell Aircraft Corporation

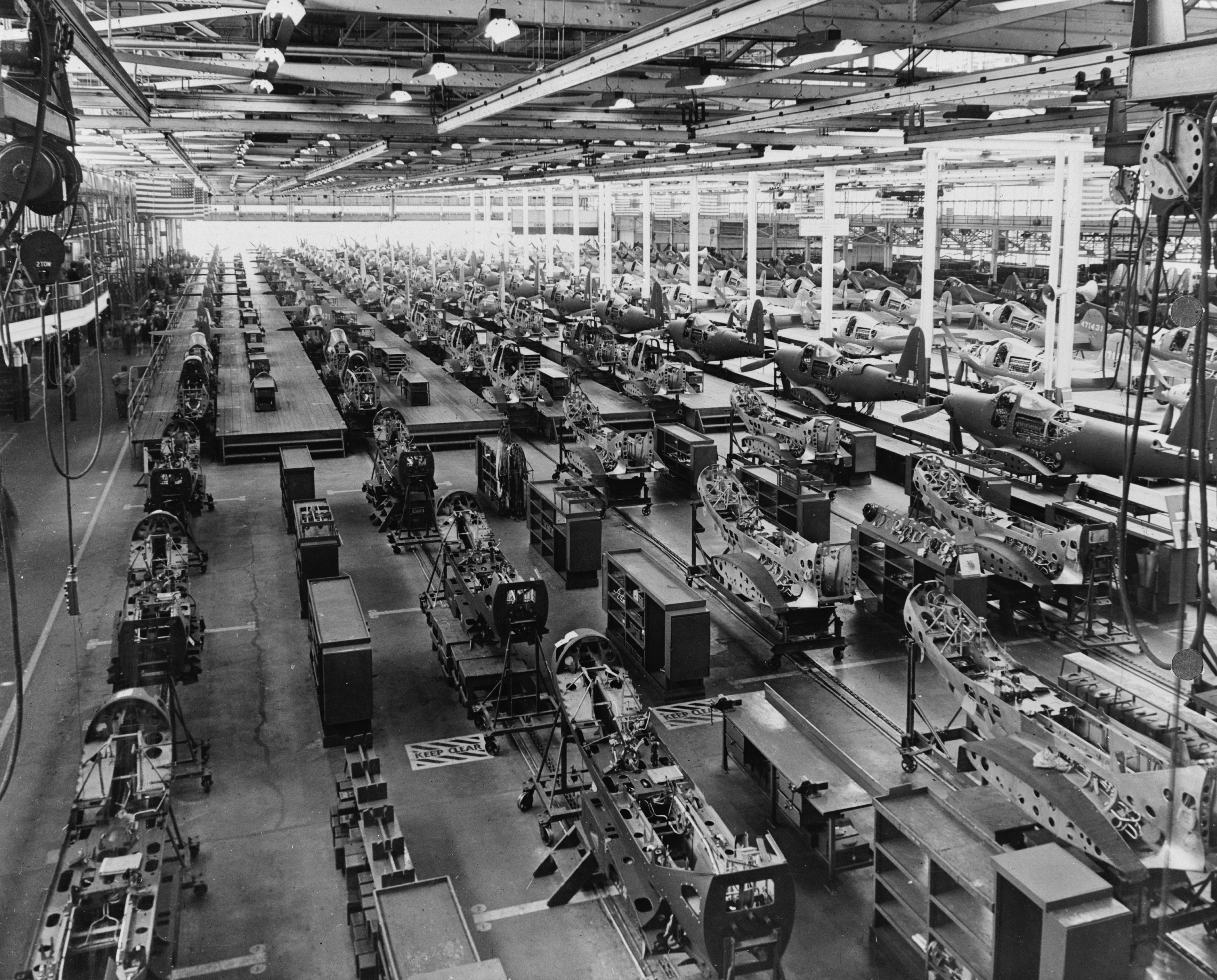
Fertigung der P-39 Airacobra bei Bell in Wheatfield, New York, 1940er Jahre

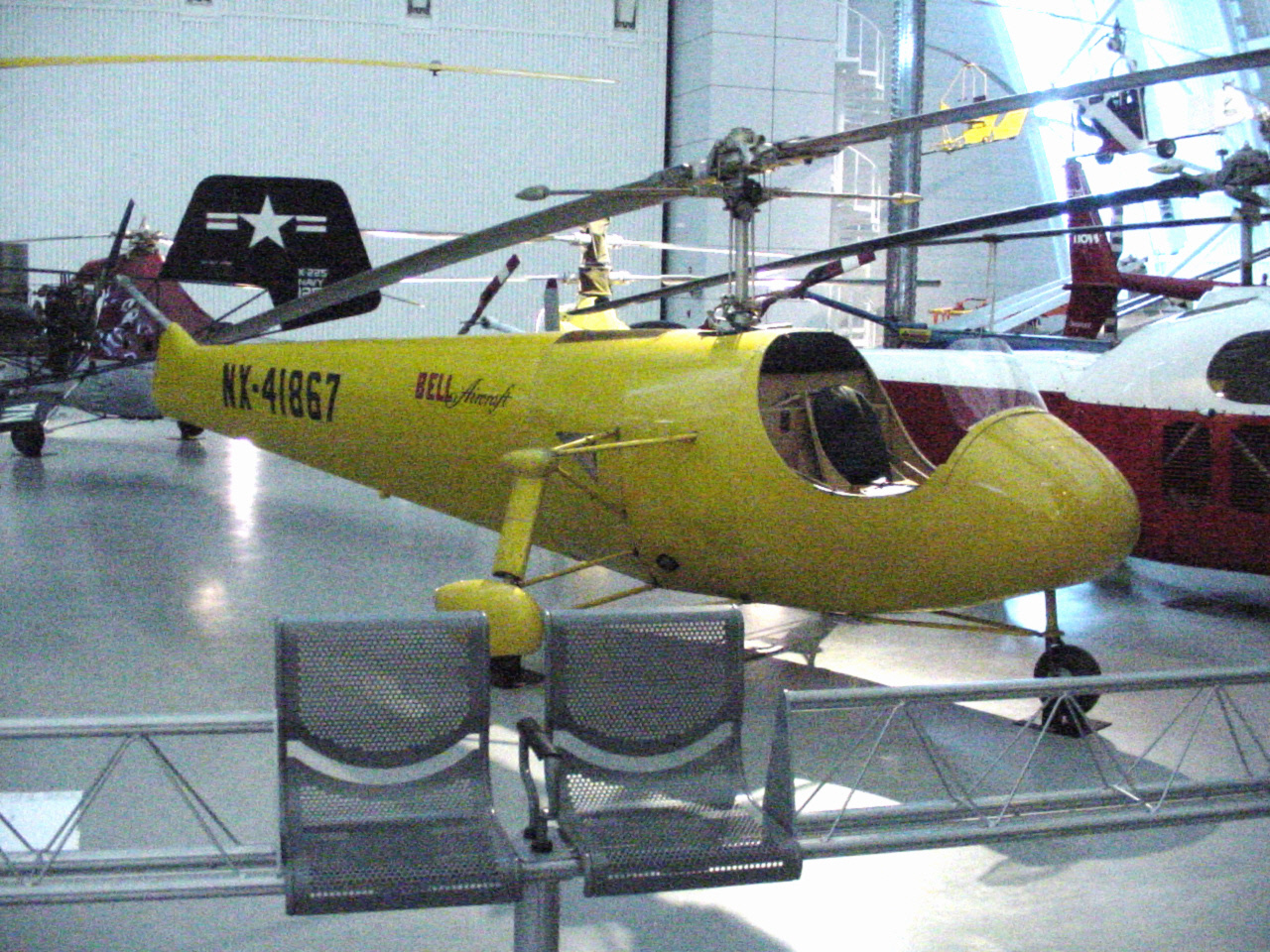
Bell Model 30 Ship 1A im Smithsonian

Die Bell Aircraft Corporation war ein Flugzeughersteller in den Vereinigten Staaten, der im Juli 1935 von Larry Bell in Buffalo, New York gegründet wurde. Die Firma spezialisierte sich zunächst auf die Entwicklung und Produktion einer Reihe von Jagdflugzeugen (XFM-1 Airacuda, P-39 Airacobra, P-59 Airacomet, P-63 Kingcobra) und verlegte später den Geschäftsschwerpunkt auf die Hubschrauber-Produktion.

## Geschichte
Am 3. September 1941 stellte Arthur Young dem Firmeninhaber Larry Bell einen Hubschrauber-Antrieb mit Stabilisierungsstange vor, woraufhin Bells Unternehmen mit der Entwicklung von Hubschraubern begann. Bereits am 29. Dezember 1942 absolvierte der erste Bell-Hubschrauber, der Bell Model 30 Ship 1 seinen Erstflug.
Die Bell Aircraft Corporation verlegte nach dem Zweiten Weltkrieg ihren Geschäftsschwerpunkt auf die Entwicklung und Produktion von Hubschraubern. Am 8. März 1946 erhielt der Bell 47 als erster ziviler Hubschrauber die Flugzulassung in den USA und ab 1955 lieferte sie mit dem Bell UH-1 („Huey“) und seinen Varianten für viele Jahre den „Standardhubschrauber“ der US-Streitkräfte. Außerdem leistete das Unternehmen innovative Beträge für Rüstung, Luft- und Raumfahrt. Darunter sind die Bell X-1, das erste Überschallflugzeug, sowie das Reaction Control System der Mercury-Kapsel.
1959 wurde Walter Dornberger, der während der NS-Zeit als General des Heereswaffenamts an der Entwicklung der V2-Rakete beteiligt war, Mitglied der Geschäftsleitung. Die Firma wurde 1960 von Textron gekauft und die Tochterfirmen Bell Helicopter und Bell Aerosystems Company wurden gegründet.